# ندافي نوكري
ندافي نوكري (من مواليد 25 يناير 1999) هي عارضة أزياء من جنوب إفريقيا وحاملة لقب ملكة جمال ملكة جمال جنوب إفريقيا ملكة جمال جنوب أفريقيا 2022. ستمثل الآن جنوب إفريقيا في ملكة جمال الكون 2022.

## الحياة والتعليم
ولدت في تزانين ، الواقعة في مقاطعة ليمبوبو بجنوب إفريقيا. جاءت من عائلة مسيحية متدينة ونشأت تربيتها في عائلة واحدة. كلا والديها يشغلان منصب القس. هي أصغر أطفال العائلة منذ سنوات قليلة. كما أنها تتحدث بطلاقة السيف و سيبيدي بالإضافة إلى اللغتين الإنجليزية والأفريكانية.
دخلت ملكة جمال جنوب أفريقيا 2022 وفازت في محاولتها الأولى. ستمثل جنوب إفريقيا في ملكة جمال الكون 2022.

## روابط خارجية
- ندافي نوكري على إنستغرام